# 仙秋号
仙秋号（せんしゅうごう）は宮城県仙台市と秋田県秋田市を結ぶ昼行高速バスである。
全便・全座席が指定席のため、乗車には事前の予約が必要。

## 概要
運行開始当初は国道46号〜盛岡経由であり、昼行便でも4時間40分（仙台駅 - 秋田駅間）を要していたが、秋田自動車道の開通に伴い所要時間が大幅に短縮され、現在は仙台駅 - 秋田駅東口間3時間35分。
運行開始当初は夜行バスの「仙秋ナイト号」（JRバス東北）も運行されていたが、秋田自動車道の開通により所要時間が短縮されたため、JRバス東北も日中の便を担当することになり廃止された。

## 運行会社
- 秋田中央交通（秋田営業所）
- 宮城交通（仙台北営業所）
  - 2021年9月16日に仙台南営業所から移管される。
- ジェイアールバス東北（仙台支店。2021年2月までは秋田支店）

## 運行経路

### 現在
- 秋田行（Google マップ） ： 仙台駅前（宮交仙台高速バスセンター） - （仙台西道路） - （仙台宮城IC） - （東北自動車道） - （秋田自動車道） - （秋田中央IC） - （秋田県道62号秋田北野田線） - 秋田駅（東口4番のりば）
- 仙台行 ： 秋田行の逆経路

※途中、北上金ヶ崎PA（東北道・岩手県）で休憩する。

### 旧運行経路
仙台駅前 - （仙台西道路） - （仙台宮城IC） - （東北自動車道） - （秋田自動車道） - （秋田南IC） - （国道13号） - 秋田駅 - 長崎屋バスターミナル

## 運行回数
- 1日10往復（秋中4、宮交4、JR2）。

## 運賃
※2025年4月1日現在
- 乗車日により運賃が異なるカレンダー制運賃（A運賃：5,100円、B運賃：4,800円、C運賃：4,500円）を導入している。

## 歴史
- 1990年（平成2年）4月19日 - 宮城交通・秋田中央交通が共同で昼行便「仙秋号」（1日2往復）運行を、JRバス東北が夜行便「仙秋ナイト」（1日1往復）の運行を開始[1]。当時の運行ルートは国道46号 - 盛岡経由。運賃は大人片道4,500円、往復8,100円。
- 1997年（平成9年）7月24日 - 秋田自動車道北上西IC - 湯田IC開通に伴い、昼行便「仙秋号」が東北自動車道 - 北上 - 秋田自動車道（秋田南IC）経由に変更。同時に1日4往復に増便。運賃改定（大人片道4,000円、往復7,200円）。
- 1998年（平成10年）4月23日 - JRバス「仙秋ナイト」廃止、昼行便「仙秋号」にJRバスが参入し1日7往復に増便。秋田中央IC経由に変更。
- 2005年（平成17年）
  - 4月1日 - 秋田駅の発着場所が東口に変更。
  - 4月20日 - 1日10往復に増便。
- 2012年（平成24年）4月1日 - 長崎屋バスターミナル停留所を廃止、全便が秋田駅東口発着となる。なお、秋田駅東口 - 長崎屋バスターミナル間の運行経路は以下のとおりであった。
  - 秋田駅東口  - （秋田県道56号秋田天王線） - 長崎屋バスターミナル
- 2014年（平成26年）4月1日 - 運賃改定（大人片道4,100円、往復7,400円）。
- 2019年（令和元年）6月21日 - 運賃改定[2][3][4]。
- 2020年（令和2年）
  - 4月22日 - 新型コロナウイルスの影響により、この日より当面の間、宮城交通・秋田中央交通便各2往復（計4往復。同年4月29日からはJRバス東北担当便1往復も運休、計5往復）を運休[5]。
  - 7月1日 - 一部便（1往復、JRバス東北担当便）の運行を再開[6]。
  - 7月10日 - 全便の運行を再開[7]。
  - 12月1日 - 新型コロナウイルスの影響による輸送需要の減少により、この日より一部便（秋田中央交通便2往復、宮城交通便1往復）を運休[8][9]。
- 2021年（令和3年）
  - 8月23日 - 新型コロナウイルスの影響による輸送需要の減少により、この日より一部便（宮城交通便2往復）を運休[10][11]。
  - 12月25日 - この日より1往復（宮城交通便）を土日祝日に限り運行再開[12]。
- 2022年（令和4年）
  - 4月1日 - 運賃改定[13][14]。
  - 9月3日 - 土日祝日のみ運行の1往復（宮城交通便）がこの日より当面の間運休[15]。
- 2024年（令和6年）
  - 6月1日 - この日より1往復（秋田中央交通便）を土日祝日に限り運行再開[16]。
  - 8月1日 - 運賃改定[17]。
  - 8月3日 - この日より1往復（宮城交通便）を土日祝日に限り運行再開[17]（同年12月1日より再び運休[18]）。
- 2025年（令和7年）
  - 3月17日 - この日より土日祝日運行の1往復（秋田中央交通便）が月曜日・金曜日にも運行[19][20][21]。
  - 4月1日 - この日の乗車分よりカレンダー制運賃を導入。往復割引を廃止[22][23][24]。

## 利用状況
| 年度               | 運行日数 | 運行便数 | 年間輸送人員 | 1日平均人員 | 1便平均人員 |
| 2002（平成14）年度 | 365      | 5,351    | 119,259      | 326.7       | 22.3        |
| 2003（平成15）年度 | 366      | 5,450    | 124,756      | 340.9       | 22.9        |
| 2004（平成16）年度 | 365      | 5,710    | 126,853      | 347.5       | 22.2        |
| 2005（平成17）年度 | 365      | 7,730    | 147,486      | 404.1       | 19.1        |
| 2006（平成18）年度 | 365      | 7,661    | 149,411      | 409.3       | 19.5        |
| 2007（平成19）年度 | 366      | 7,981    | 153,108      | 418.3       | 19.2        |

- 2007年度の仙秋号の1日あたり利用者は、北東北 - 仙台の高速バスの中では、盛岡 - 仙台の702.9人/日（平日15往復/日、金土日祝は20往復/日）、一関 - 仙台の532.8人/日（19往復/日）に次ぐ[25]。